# Сырница (община)
Сырница (болг. Община Сърница) — община в Болгарии. Входит в состав Пазарджикской области.
Административный центр — город Сырница.
Община расположена на севере историко-географического региона Чеч. Население в своей значительной части — помаки, а верующие — мусульмане.
Находится в южной части Пазарджикской области. Территория общины имеет удлиненную форму с северо-запада на юго-восток протяжённостью около 34 км и шириной от 6 до 8 км.
Граничит:
- на северо-востоке — община Велинград и община Батак;
- на югоо-востоке — община Доспат (Смолянская область);
- на юго-западе — община Сатовча и община Гырмен (Благоевградская область);
- на северо-западе — община Белица (Благоевградская область).

## История
В 1975 году сёла и деревни: Сырница (Шабанлии), Крушата, Петелци, Бырдуче и Орлино объединили в один населённый пункт — село Сырница. Община Сырница существовала в 1979—1987 гг, включала кроме центра Сырницы, ещё и сёла Медени-Поляни и Побит-Камык. Указом государственного совета НРБ№ 3005 от 6 октября 1987 года община Сырница была упразднена, а её территория и населённые пункты включены в общину Велинград. 13 сентября 2003 года решением № 641 Сырница — получила статус города. Указом Президента Республики Болгария от 01.01.2015 г. была вновь образована община Сырница с административным центром в городе Сырница, включающая в себя также и сёла Медени-Поляни и Побит-Камык.

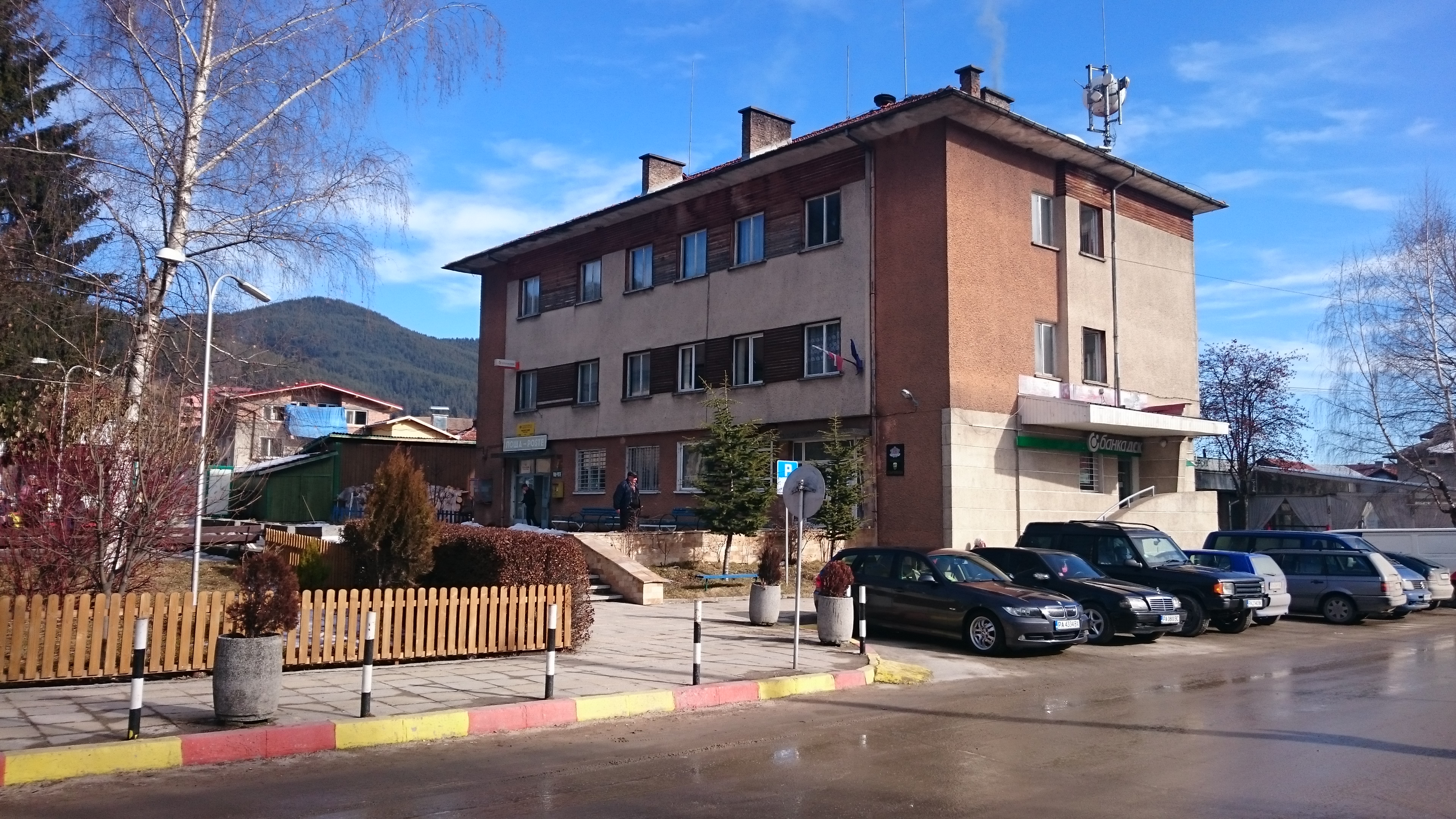
Здание администрации общины